# Белостокская и Гданьская епархия
Белосто́кско-Гда́ньская епа́рхия (пол. Diecezja białostocko-gdańska) — одна из шести епархий Польской автокефальной православной церкви с центром в Белостоке.

## История
Епископ Гродненский и Брестский Михаил (Ермаков), часто отлучавшийся на заседания Святейшего Синода и много разъезжавшего по епархии, а потому нуждавшийся в помощнике-викарии, ходатайствовал об учреждении в Гродненской епархии викариатства с кафедрой в Белостоке. Император Николай II «соизволил утвердить 18 мая 1907 года доклад Святейшего Синода об учреждении Гродненской епархии на местные средства кафедры викарного епископа, с присвоением ему именования Белостокским и о бытии настоятелю Супрасльского Благовещенского монастыря Архимандриту Владимиру, епископом Белостокским».
Во время Второй мировой войны, в составе Польской Православной Церкви, территория епархии была переподчинена Варшавской епархии.
15 июля 1946 года учреждена Белостокская и Бельская епархия, которая с 1948 года стала именоваться Белостокской и Гданьской.

## Современное состояние
Епархия состоит из 56 приходов и трёх монастырей. Кафедральным собором является Свято-Николаевский кафедральный собор в Белостоке. С 1998 года управляющим епархией является епископ Иаков (Костючук).
Епархия разделена на пять благочиний с центрами в Белостоке, Гданьске, Грудеке, Ольштыне и Сокулке.

## Монастыри
- Монастырь Рождества Пресвятой Богородицы (Зверки)
- Монастырь Благовещения в Супрасле
- Войновский Успенский монастырь[2]

## Управляющие епархией
Белостокское викариатство Гродненской епархии
- Владимир (Тихоницкий) (3 июня 1907 — 14 октября 1924 (12 февраля 1925))

Белостокская епархия
- Василий (Ратмиров) (12 февраля 1945—1946) в/у, архиепископ Минский
- Тимофей (Шрёттер) (15 июля 1946 — 5 мая 1961)
- Стефан (Рудык) (5 мая 1961 — 26 мая 1965)
- Никанор (Неслуховский) (5 мая 1966 — 18 июля 1981)
- Савва (Грыцуняк) (31 июля 1981 — 12 мая 1998)
- Иаков (Костючук) (с 30 марта 1999)